# Вајберсбрун
Вајберсбрун (њем. Weibersbrunn) општина је у њемачкој савезној држави Баварска. Једно је од 32 општинска средишта округа Ашафенбург. Према процјени из 2010. у општини је живјело 2.048 становника. Посједује регионалну шифру (AGS) 9671157.

## Географски и демографски подаци
Вајберсбрун се налази у савезној држави Баварска у округу Ашафенбург. Општина се налази на надморској висини од 354 метра. Површина општине износи 2,9 km². У самом мјесту је, према процјени из 2010. године, живјело 2.048 становника. Просјечна густина становништва износи 709 становника/km².